# 萨贝利人
萨贝利人（Sabellian）是罗马崛起之前生活在意大利中部及南部的意大利人部落中翁布里-撒贝利人中的一支，包括萨宾人在内。首先使用这个专名的人是德国历史学家尼布尔，其中包括萨宾人、马西人、马鲁奇尼人和维斯提尼人。普林尼曾提到萨莫奈人的别名为撒贝利人，这个说法亦为斯特拉波所证实。萨贝利这个专名亦见于李维及其他拉丁语作家的笔下，作为萨莫奈人的修饰词，但是并未作为其民族的名称。然而这个词也频繁用于单独指代萨宾人，特别是诗歌中。
在现代用法中，萨贝利亦被作为整个或部分的个别奥斯坎-翁布里人的同义词使用，并假定其词源为古意大利语词根 *sabh-：
- 古意大利语 - 印欧词根 *sabh- > 奥斯坎-翁布里语 *saf- (Safineis, Safinìm)
- 古意大利语 - 印欧词根 *sabh- > 拉丁语 sab- (Sabini, Sabelli, Samnites, Samnium)

故而：
- *safno->*safnio>Safinìm>Samnium
- *safio->Safini>Sabini

以及：
- 奥斯坎语 Safineis > 拉丁语 Samnites.[7]

斯特拉波在其《地理学》中写道：萨宾人非但为一极古之种族，且亦为本地土人（皮森蒂尼人（Picentini）及萨莫奈人均为萨宾人之殖民者，且Leucani源自萨莫奈，而Brettii源自Leucani） （页面存档备份，存于）.